# Crystal City (Virgínia)
Crystal City és un barri urbà al sud-est del Comtat d'Arlington, a l'estat de Virgínia, als Estats Units. És localitzat al sud de Washington D.C.

## Economia
Crystal City actualment té més de 6.000 residents, mentre que al voltant de 60.000 hi van a treballar diàriament. Té oficines del Departament de Treball dels Estats Units, l'EPA i El Pentàgon, el qual s'està renovant.